# 飛鷹全法
飛鷹 全法（ひだか ぜんぼう、1972年 - ）は、高野山真言宗の僧、実業家。

## 概要
東京都出身。開成高等学校卒業。東京大学法学部卒業。東京大学大学院総合文化研究科超域文化科学専攻博士課程中退。
大学院在学中にベンチャー企業の立ち上げに参画。
高野山高祖院住職、高野山別格本山三宝院副住職。
経済産業省ラグジュアリートラベル検討委員、高野山大学企画課長を歴任。
2014年8月29日に初音ミクのトークセッションに登壇。VOCALOIDのコンテンツの世界に向けた展望について語られる。
2016年1月にPepperの発売にあたって、開発責任者の蓮実一隆と対談を行う。現代社会の現代人は、伝統とテクノロジーとどのように関わっていくかを探り、仏教とロボットと人間のコミュニケーションのあり方について議論される。
2016年9月24日放送のふかわりょうがナビゲーターのラジオ番組に出演。とんかつ屋とBABYMETALと空海は同じレイヤーに居るという事について語る。
2016年11月1日に「CHOCONIP」の発売前の奉納儀式を行う。
2019年8月27日には高野山でAIに関するシンポジウムを行う。このようなことが高野山で行われたのは初めて。AIの活用によって高野山に残る膨大な文書類の解読の時間が短縮できれば、高野山の知が多くの人に拓かれるかもしれないため、AIに期待するところは大きいと語られる。